# Mudgal
Mudgal là một thị xã panchayat của quận Raichur thuộc bang Karnataka, Ấn Độ.

## Địa lý
Mudgal có vị trí 16°01′B 76°26′Đ / 16,02°B 76,43°Đ Nó có độ cao trung bình là 549 mét (1801 feet).

## Nhân khẩu
Theo điều tra dân số năm 2001 của Ấn Độ, Mudgal có dân số 19.117 người. Phái nam chiếm 51% tổng số dân và phái nữ chiếm 49%. Mudgal có tỷ lệ 52% biết đọc biết viết, thấp hơn tỷ lệ trung bình toàn quốc là 59,5%: tỷ lệ cho phái nam là 62%, và tỷ lệ cho phái nữ là 41%. Tại Mudgal, 16% dân số nhỏ hơn 6 tuổi.